# АвАрия (альбом)
«АвАрия» — дуэтный сборник Виталия Дубинина и Владимира Холстинина, участников группы Ария, записанный в 1997 году. Сборник представляет собой кавер-версии песен Арии в акустическом исполнении с вокалом Дубинина.

## Новые песни
В сборник вошли две песни «Ужас и страх» и «Такая вот печаль...», написанные в более ранние годы Дубининым, но не подошедшие «Арии» по жанру. Дубинин неоднократно заявлял, что все его песни для «Арии» изначально пишутся «под гитару», а затем уже аранжируются Холстининым в хэви-варианте. Две вышеуказанные композиции Холстинину подогнать под стандарты «Арии» не удалось.
Спустя 21 год, в октябре 2018 года в связи с 60-летним юбилеем Виталия Дубинина вышел трибьют-альбом «Salto Vitale», куда вошли оба этих произведения, аранжированные как раз-таки в металическом варианте. А 28 апреля 2023 года композиция «Ужас и страх» в металлической аранжировке вошла в первый сольный концертный альбом Дубинина «Live-Маскарад».
Строчка из песни «Такая вот печаль...» дала название автобиографии Виталия Дубинина «Это серьёзно и несерьёзно», написанной им в соавторстве с журналисткой Татьяной Винокуровой, и анонсированной 14 марта 2025 года.

## Список композиций
Все тексты написаны Маргаритой Пушкиной.
| №   | Название                         | Музыка                              | Английское издание                   | Длительность |
| --- | -------------------------------- | ----------------------------------- | ------------------------------------ | ------------ |
| 1.  | «Что вы сделали с вашей мечтой?» | Виталий Дубинин, Владимир Холстинин | What Have You Done to Your Dreams?   | 5:19         |
| 2.  | «Улица роз»                      | Дубинин                             | Rose Street                          | 6:08         |
| 3.  | «Ужас и страх»                   | Дубинин                             | Horror and Fear                      | 4:44         |
| 4.  | «Дай жару»                       | Дубинин, Холстинин                  | Get it Hot / Give 'em Hell           | 4:27         |
| 5.  | «Раб страха»                     | Дубинин, Холстинин                  | Slave of Fear                        | 4:39         |
| 6.  | «Искушение»                      | Дубинин, Холстинин                  | Temptation                           | 3:58         |
| 7.  | «Такая вот печаль…»              | Дубинин                             | Such a Sorrow                        | 3:49         |
| 8.  | «Баллада о древнерусском воине»  | Холстинин, Дубинин                  | Ballad About Ancient Russian Warrior | 7:46         |
| 9.  | «Уходи и не возвращайся»         | Дубинин                             | Leave and Don't Return               | 3:35         |
| 10. | «Зомби»                          | Дубинин, Холстинин                  | Zombie                               | 5:35         |

## Участники записи
- Виталий Дубинин — вокал,  клавишные , бас-гитара, бэк-вокал;
- Владимир Холстинин — акустическая и электрогитары , клавишные (частично);
- Александр Манякин — ударные;
- Иван Евдокимов — клавишные, бэк-вокал;
- Анжелика Маркова — вокал (10).
- Продюсеры — Виталий Дубинин и Владимир Холстинин.
- Звукоинженер — Иван Евдокимов.
- Запись студии МДМ.
- Мастеринг — Андрей Субботин, студия Saturday Mastering.
- Художник — Владимир Волегов.
- Дизайн — Дмитрий Покровский.